# Харель, Бен-Цион
Бен-Цион Харель (ивр. בן-ציון הראל‎; при рождении Бен-Цион Гиршович; 3 июня 1892, Кулдига, Курляндская губерния — 19 сентября 1972, Израиль) — израильский врач, общественный и политический деятель, организатор здравоохранения, депутат кнессета 2-го и 3-го созывов от партии «Общих сионистов».

## Биография
Родился 3 июня 1892 года в Гольдингене, Курляндской губернии (ныне Кулдига, Латвия), в семье Якова Гиршовича и его жены Мирьям. Получил традиционное еврейское образование в хедере. Изучал химию в университете Цюриха, а затем медицину в Бернском университете. Доктор медицины (1916). Во время обучения в университетах был активным участником молодёжных сионистских организаций. Работал врачом в Праге, Вене, Берне.
В 1921 году репатриировался в Подмандатную Палестину, в 1922—1934 работал врачом больницы «Хадасса» в Эйн-Хароде. Основал больницу в Изреельской долине и был её главным врачом, кроме того работал главным больничным врачом больничной кассы севера Израиля.
В 1935 основал больницу «Ассута» в Тель-Авиве, в том же году избран главой Еврейской медицинской ассоциации в Эрец Исраэль. Был членом комитетов по строительству больницы «Хадасса» в Иерусалиме и больницы «Бейлинсон» в Петах-Тикве.
После создания государства Израиль занял пост генерального директора министерства здравоохранения Израиля и занимал эту должность до 1950 года. В 1949 году по инициативе Хареля основана больница «Элиша» в Хайфе.
В 1951 году избран депутатом кнессета 2-го созыва, а в 1955 году избран депутатом кнессета 3-го созыва. Работал в комиссии по услугам населению, комиссии по труду, комиссии по образованию и культуре.
Был женат на Элишеве Фукс, в браке родились два сына — Идо и Асса.
Умер 19 сентября 1972 года.